# John Birgen
John Birgen (* 1974) ist ein kenianischer Marathonläufer.
2003 gewann er überraschend den Mailand-Marathon in 2:09:08. In den folgenden Jahren wurde er von Verletzungen geplagt, beim Mailand-Marathon 2007 gelang ihm aber ein Comeback mit einem zweiten Platz und einer Zeit von 2:09:20.